# Hässleholm
Hässleholm egy település Svédország legdélibb megyéjében, Skåne megyében. A város alkotja Hässleholm község központját.